# Gelsenwasser
Gelsenwasser AG er en af Tysklands største vandforsyningsvirksomheder. Foruden aktiviteterne inden for vandforsyning engagerer Gelsenwasser sig inden for spildevand og energi.

## Virksomhedsprofil
Virksomheden, der blev grundlagt i 1887 tilhørte E.ON-koncernen, indtil Stadtwerke Dortmund og Stadtwerke Bochum i 2003 overtog deres andele.

## Virksomhedsudvikling
| År   | Omsætning        | Antal medarbejdere |
| ---- | ---------------- | ------------------ |
| 2006 | 300,00 mio. Euro | 1.123              |
| 2007 | 292,3 mio. Euro  | 1.104              |
| 2008 | 401,5 mio. Euro  | 1.114              |

Kilde